# Taudmut
Taudmut (arab. تاودموت; fr. Taoudmout)  – jedna z 52 gmin w prowincji Sidi Bu-l-Abbas, w Algierii, znajdująca się we wschodniej części prowincji, około 80 km na południowy wschód od Sidi Bu-l-Abbas. W 2008 roku gminę zamieszkiwało 5886 osób. Numer statystyczny gminy w Office National des Statistiques d'Algérie to 2249.